# 바젤 협약

바젤협약(Basel Convention)은 1989년 3월 22일 유엔 환경계획(UNEP) 후원 하에 스위스 바젤(Basel)에서 채택된 협약으로, 유해폐기물의 국가간 이동 및 교역을 규제하는 협약이다. 이 협약의 기본취지는 병원성 폐기물을 포함한 유해폐기물의 국가간 이동시, 사전통보 등의 조치를 취함으로써 유해폐기물의 불법이동을 줄이자는 데 있다. 대부분의 환경관련국제협약이 미국, EU등 선진국 주도로 이루어진 데 반해 이 협약은 아프리카 등 77 그룹이 주도적인 역할을 하고 있다는 점이다. 이는 개도국이 선진국의 폐기물처리장이 되어서는 안 되겠다는 위기의식에서 출발하였다. 바젤협약은 1992년 5월 5일 20개 국이 비준서를 기탁·가입함으로써 정식 발효되었고, 대한민국은 1994년 2월 가입, '폐기물의 국가간 이동 및 그 처리에 관한 법률'이 1994년 5월부터 시행됐다.
정식으로는 「유해 폐기물의 국경을 넘는 이동 및 그 처분의 규제에 관한 바젤 조약」이라고 해, 일정한폐기물의 국경을 넘는 이동등의 규제에 대해 국제적인 골조 및 수속등을 규정한조약이다. 유엔 환경 계획(UNEP)이 1989년 3월, 스위스의 바젤에 대해 채택, 1992년 5월 5일발효. 2013년 2월 현재 체결국수는 179개국, 1 기관(EC). 대한민국은 1992년 12월 8일에 국내법 폐기물의국가간이동및그처리에관한법률을 제정해, 1994년부터 시행하고 있다.

## 개요
바젤 조약은 전문, 본문 29개조, 말문 및 9개의 부속서(다만, 부속서 VI에 대해서는 미발효과)로 구성되어있다. 그 주된 규정은 다음과 같다.
1. 이 조약에 특정하는 유해 폐기물 및 그 외의 폐기물(이하, 본자료에 대해 「폐기물」이라고 한다.)의 수출에는, 수입국의 서면에 의한 동의를 필요로 한다(제6조 1항 3항).
2. 체결국은, 국내에 있어서의 폐기물의 발생을 최소한으로 억제해 폐기물의 환경상 적정한 처분 때문에, 가능한 한 국내의 처분 시설을 이용할 수 있도록 하는 것을 확보하는(제4조 2항(a) 및(b)).
3. 폐기물의 불법 거래를 범죄성이 있는 것으로 인정해 이 조약에 위반하는 행위를 방지해, 처벌하기 위한 조치를 취한다(제4조 3항 및 4항).
4. 비체결국과의 폐기물의 수출입을 원칙 금지로 한다(제4조 5항).
5. 폐기물의 남극 지역에의 수출을 금지한다(제4조 6항).
6. 폐기물의 운반 및 처분은, 허가된 사람만이 실시할 수 있다(제4조 7항(a)).
7. 국경을 넘는 폐기물의 이동에는, 조약이 정하는 적절한 이동 서류의 첨부를 필요로 한다(제4조 7항(c)).
8. 폐기물의 국경을 넘는 이동이 계약 대로에 완료할 수 없는 경우, 수출국은, 해당 폐기물의 인수를 포함한 적당한 조치를 취한다(제8조).
9. 폐기물의 국경을 넘는 이동이 수출자 또는 발생자의 행위의 결과로서 불법 거래가 되는 경우에는, 수출국은, 해당 폐기물의 인수를 포함한 적당한 조치를 취한다(제9조 2).
10. 체결국은, 폐기물의 처리를 환경상 적정한 방법으로 실시하기 위해, 주로 개발도상국에 대해서, 기술상 그 외의 국제 협력을 실시한다(제10조).
11. 조약의 취지에 반하지 않는 이상 비체결국과의 사이라도, 폐기물의 국경을 넘는 이동에 관한 2국간 또는 다수국간의 상호결정을 묶을 수 있다(제11조).

## 같이 보기
- 특정 유해 폐기물등의 수출입등의 규제에 관한 법률
- 바젤